# Grenoble villamosvonal-hálózata
Grenoble villamosvonal-hálózata egy villamosvonal-hálózat Franciaország Grenoble városában. A vonalhálózat hossza 42,7 km, nyomtávolsága 1435 mm, az áramellátást 750 V egyenfeszültségű felsővezeték biztosítja. Az öt vonalon összesen 81 állomás és megálló található. Naponta 210 330 fő választja a villamost (2009). Üzemeltetője a Sémitag.

## Története
Grenoble városában már 1894-ben megindult a villamosközlekedés, ám ezt a hálózatot is elérte a városi közlekedés visszaszorulása, így a 1952-ben bezárták. A villamos reneszánszának második állomása lett Grenoble, Nantes után itt nyílt meg Franciaország második modern hálózata 1987 augusztusában.

## Vonalak
A hálózat jelenleg öt vonalból áll, melyek a latin ábécé betűit viselik. Az állomások száma 81, melyből 12 átszálló-állomás két vonal között.
- A vonal: 29 állomás,
- B vonal: 22 állomás,
- C vonal: 19 állomás,
- D vonal: 6 állomás,
- E vonal: 17 állomás.

Összesen 93, de ebből 12 kétszer is szerepel a felsorolásban.

## Kapcsolódó szócikk
- Franciaország villamosvonal-hálózatai